# 4723 Вольфгангматтіґ
4723 Вольфгангматтіґ (4723 Wolfgangmattig) — астероїд головного поясу, відкритий 11 жовтня 1937 року.
Тіссеранів параметр щодо Юпітера — 3,348.